# Phyllodoce oerstedii
Phyllodoce oerstedii är en ringmaskart som beskrevs av Jean Louis Armand de Quatrefages de Bréau 1866. Phyllodoce oerstedii ingår i släktet Phyllodoce och familjen Phyllodocidae. Inga underarter finns listade i Catalogue of Life.